# Pelochyta joseensis
Pelochyta joseensis là một loài bướm đêm thuộc phân họ Arctiinae, họ Erebidae.